# Pfarrkirche Leoben-Donawitz

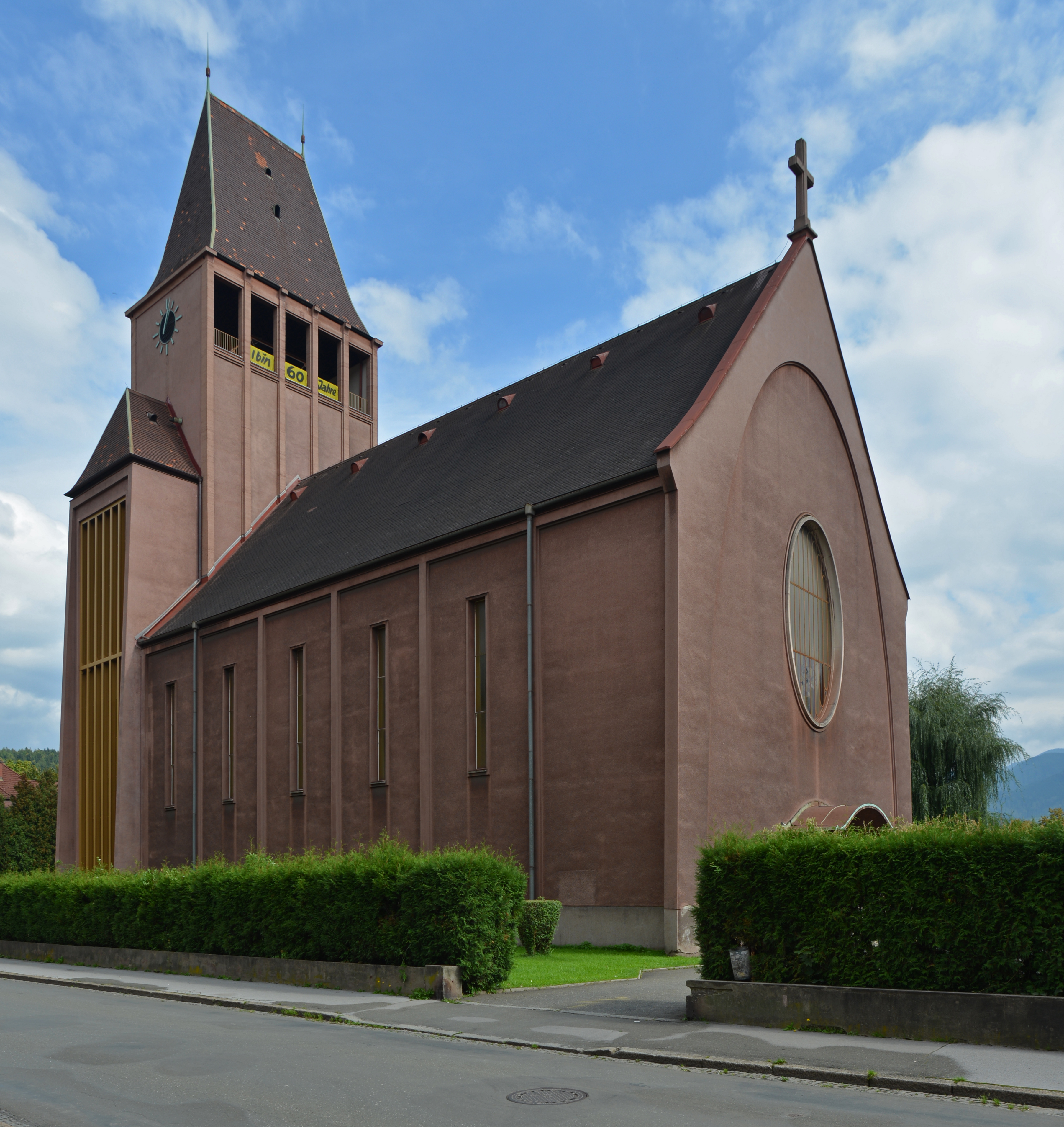
Katholische Pfarrkirche hl. Joseph in Leoben-Donawitz

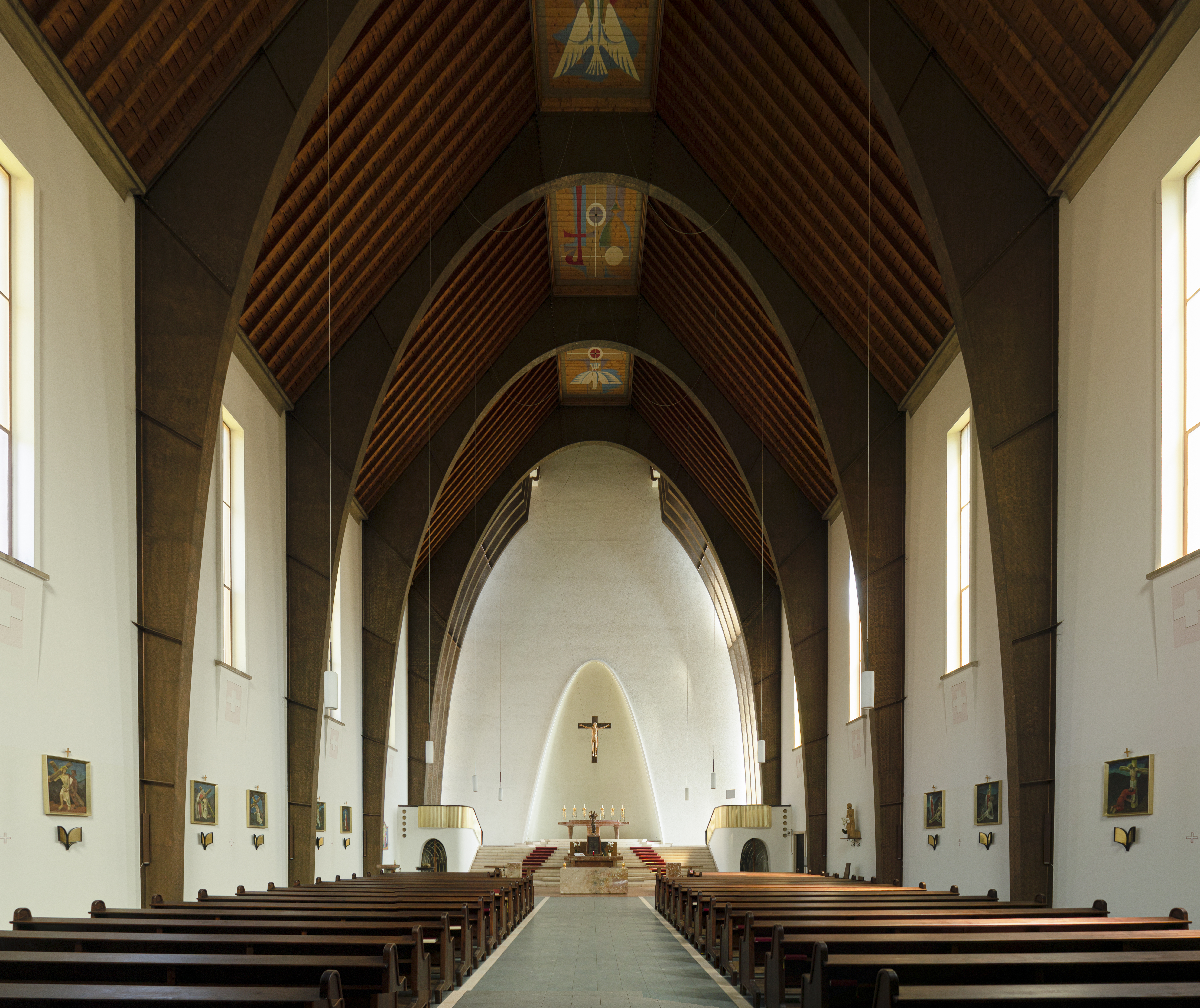
Innenraum zum Altar

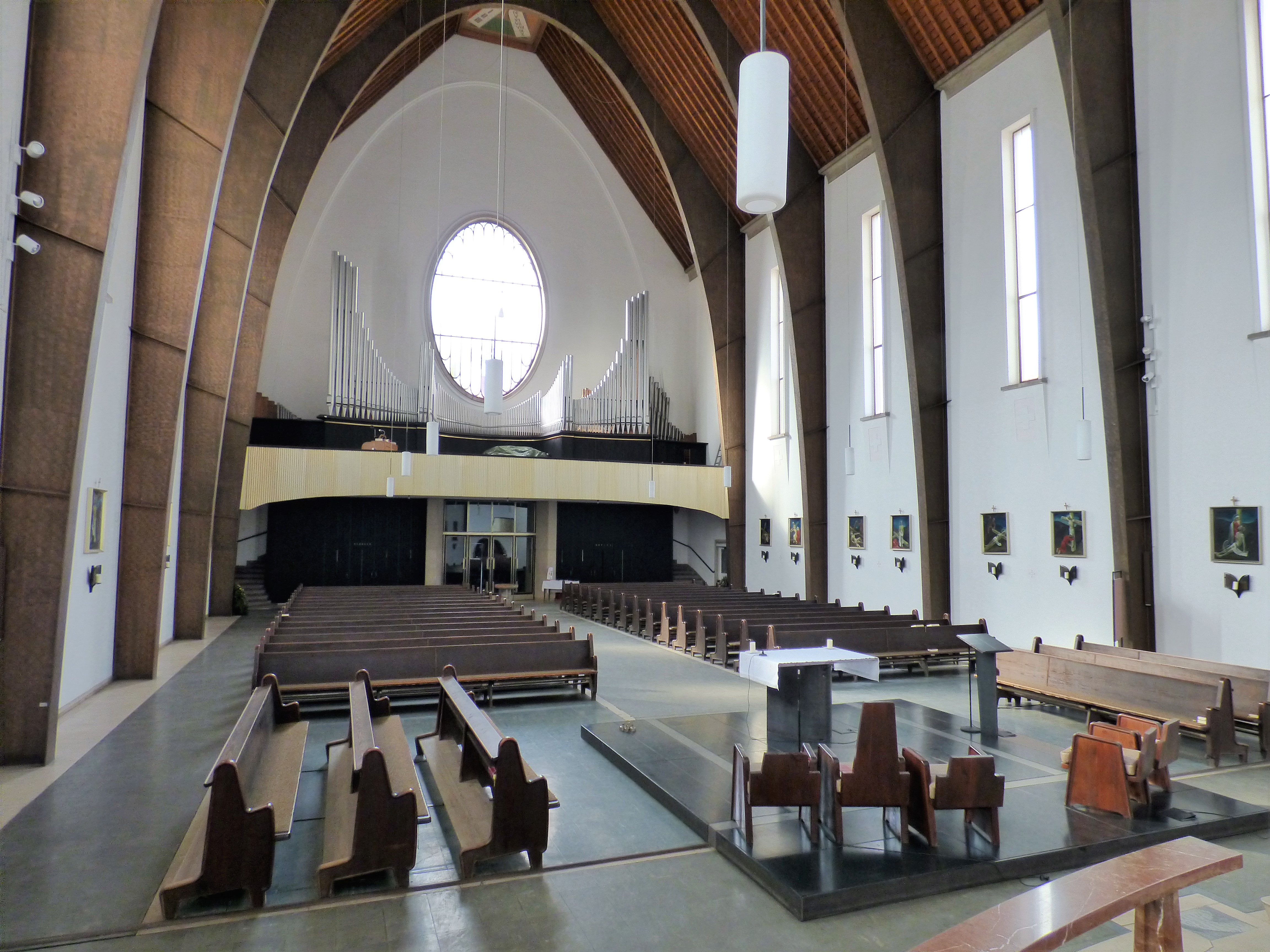
Vom Altarbereich zur Orgelempore

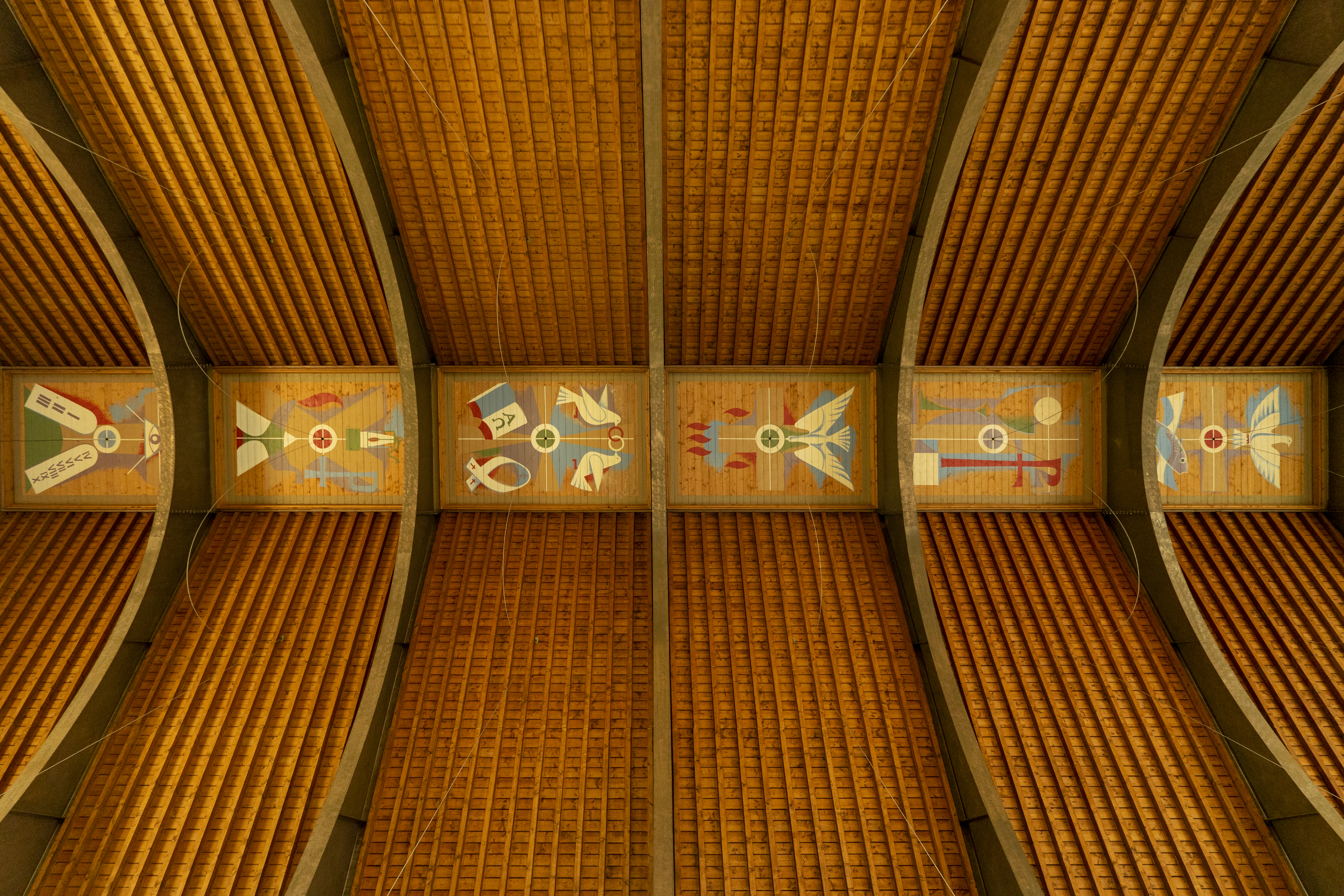
Darstellungen der Sakramente auf der Kirchendecke

Die Pfarrkirche Leoben-Donawitz steht im Stadtteil Donawitz in der Stadtgemeinde Leoben im Bezirk Leoben in der Steiermark. Die unter dem Patrozinium des Heiligen Josef von Nazaret stehende römisch-katholische Pfarrkirche gehört zum Dekanat Leoben in der Diözese Graz-Seckau. Die Kirche steht mit dem Mesnerhaus und Pfarrhof unter Denkmalschutz (Listeneintrag).

## Geschichte
Die Kirche wurde von 1949 bis 1954 nach den Plänen der Architekten Karl Lebwohl und Kurt Weber-Mzell erbaut.

## Architektur
Das Langhaus wird durch sechs stählerne Parabelbogen-Binder gegliedert, welche wie Gewölberippen und Wanddienste wirken. Der Chor ist um zwölf Stufen erhöht angeordnet. Unter dem Chor besteht eine Unterkirche, die 1972/1973 erneuert wurde. An den Langhausdeckenspiegeln sind symbolische Darstellungen der sieben Sakramente zu sehen, gemalt von Franz Rogler.
Der westliche Fassadenturm steht mächtig und westwerkartig da.

## Ausstattung
Der Volksaltar aus 1981 entstand nach einem Entwurf des Architekten Josef Hinger. Den Kreuzweg schuf Ernst von Dombrowski.
Die Orgel baute Dreher und Reinisch in 1958.